# 列馬車
列馬車，象棋术语，指的是一方的马掩护车在底线组成的杀棋。

## 下法
首先将马跳到与对方的将或帅棋互成田字的位置，再使用车棋将对方将或帅棋将死。